# Оме (Токіо)

35°47′18″ пн. ш. 139°16′30″ сх. д. / 35.78833° пн. ш. 139.27500° сх. д.
О́ме (яп. 青梅市, おうめし, МФА: [oːme ɕi̥]) — місто в Японії, в префектурі Токіо.

## Короткі відомості
Розташоване в північно-західній частині префектури, на берегах річки Тама. Виникло на основі постоялого містечка раннього нового часу на шляху Оме. Засноване 1951 року. Основою економіки є текстильна промисловість, виробництво електротоварів, комерція. В місті проводиться щорічний марафон Оме. Станом на 1 жовтня 2008 площа міста становила 103,26 км². Станом на 1 липня 2011 населення міста становило 139 259 осіб.

## Уродженці
- Хара Нацуко (* 1989) — японська футболістка, півзахисниця, виступала в збірній Японії.